# Contea di Zhidoi
La contea di Zhidoi (治多县S, Zhìduō XiànP) è una contea della Cina, situata nella provincia di Qinghai e amministrata dalla prefettura autonoma tibetana di Yushu.